# I liga argentyńska w piłce nożnej (1971)
W sezonie 1971 rozegrano dwa turnieje mistrzowskie – stołeczny Campeonato Metropolitano i ogólnokrajowy Campeonato Nacional.
Mistrzem Argentyny Metropolitano w sezonie 1971 został Independiente, a wicemistrzem Argentyny Metropolitano został klub CA Vélez Sarsfield.
Mistrzem Argentyny Nacional w sezonie 1971 został klub Rosario Central, a wicemistrzem Argentyny Nacional – klub San Lorenzo de Almagro.
Do Copa Libertadores 1972 zakwalifikowały się dwa kluby:
- Rosario Central (mistrz Argentyny Nacional)
- Independiente (zwycięzca turnieju Pre-Libertadores)

## Campeonato Metropolitano 1971
Mistrzem Argentyny Metropolitano w sezonie 1971 został klub Independiente, natomiast wicemistrzem Argentyny Metropolitano – CA Vélez Sarsfield. Do drugiej ligi spadły dwa ostatnie w końcowej tabeli kluby Los Andes Buenos Aires i CA Platense. Na ich miejsce awansował z drugiej ligi tylko jeden klub – Club Atlético Lanús. W ten sposób pierwsza liga została zmniejszona z 19 do 18 klubów.

### Kolejka 1
| Data         | Mecz                                                                                           |
| ------------ | ---------------------------------------------------------------------------------------------- |
| 5 marca 1971 | San Lorenzo de Almagro – Gimnasia y Esgrima La Plata 2:2 Heredia, Gómez – R.Sánchez, V.Sánchez |
| 7 marca 1971 | Atlanta Buenos Aires – CA Colón 1:1 Drago s – Ripke                                            |
| 7 marca 1971 | CA Vélez Sarsfield – Los Andes Buenos Aires 4:0 Lapalma, Bianchi(3)                            |
| 7 marca 1971 | Estudiantes La Plata – CA Huracán 1:1 E.Flores – Veira                                         |
| 7 marca 1971 | Newell’s Old Boys – Racing Club de Avellaneda 3:2 Bezerra, Marcos, Obberti – Lamelza, Wolff    |
| 7 marca 1971 | Chacarita Juniors – Boca Juniors 2:3 Punturero, Recúpero – Curioni(2), Madurga                 |
| 7 marca 1971 | River Plate – CA Platense 1:1 Laraignée – Cabral                                               |
| 7 marca 1971 | Independiente – Rosario Central 2:0 Gennoni, Pastoriza                                         |
| 7 marca 1971 | CA Banfield – Argentinos Juniors 4:3 R.Martínez(3), Aguirre – Riestra, Ribaudo, Cicarello      |

### Kolejka 2
| Data          | Mecz |
| ------------- | --- |
| 10 marca 1971 | Argentinos Juniors – Ferro Carril Oeste 0:2 Aimonetti(2) |
| 10 marca 1971 | Gimnasia y Esgrima La Plata – CA Banfield 1:1 Leonardi – R.Martínez |
| 10 marca 1971 | Rosario Central – San Lorenzo de Almagro 2:2 Gramajo(2) – Heredia, Ayala |
| 10 marca 1971 | Boca Juniors – River Plate 1:2 Madurga – J.J.López, Marchett mecz rozegrany został na stadionie klubu Racing                                                                     |
| 10 marca 1971 | CA Huracán – Newell’s Old Boys 4:0 Dopacio, Brindisi(2), Avallay |
| 10 marca 1971 | Los Andes Buenos Aires – Estudiantes La Plata 0:1 Bedogni |
| 10 marca 1971 | CA Colón – CA Vélez Sarsfield 1:1 Ripke – Bianchi |
| 11 marca 1971 | Racing Club de Avellaneda – Chacarita Juniors 2:2 Cárdenas, Wolff – Marcos, García Cambón                                                                                        |
| 11 marca 1971 | CA Platense – Independiente 1:11 Scarpeccio – Pastoriza(2), Balbuena, Giachello(3), Raimondo, Gennoni(2), Maglioni(2) mecz rozegrany został na stadionie klubu Chacarita Juniors |

### Kolejka 3
| Data          | Mecz                                                                                           |
| ------------- | ---------------------------------------------------------------------------------------------- |
| 12 marca 1971 | CA Banfield – Rosario Central 0:0                                                              |
| 14 marca 1971 | CA Vélez Sarsfield – Atlanta Buenos Aires 2:2 Bianchi, Mecca – O.Gutiérrez, Mastrángelo        |
| 14 marca 1971 | Estudiantes La Plata – CA Colón 2:2 Bedogni, Rudzki – Ocańo, Ripke                             |
| 14 marca 1971 | Newell’s Old Boys – Los Andes Buenos Aires 1:1 Cabrero – Cardacci                              |
| 14 marca 1971 | Chacarita Juniors – CA Huracán 2:0 Orife(2)                                                    |
| 14 marca 1971 | River Plate – Racing Club de Avellaneda 2:1 Bulla, Mas – Adorno                                |
| 14 marca 1971 | Independiente – Boca Juniors 2:1 Pavoni, Gennoni – Suńé                                        |
| 14 marca 1971 | San Lorenzo de Almagro – CA Platense 3:3 Espósito, Russo s, Rosl – Miranda, A.González, Cabral |
| 14 marca 1971 | Ferro Carril Oeste – Gimnasia y Esgrima La Plata 2:2 Aimonetti, Moreno – Leonardi, V.Sánchez   |

### Kolejka 4
| Data          | Mecz |
| ------------- | --- |
| 19 marca 1971 | Atlanta Buenos Aires – Estudiantes La Plata 4:1 Pecoraro, Valencia(2), Cano – Togneri                                   |
| 20 marca 1971 | Boca Juniors – San Lorenzo de Almagro 1:3 Peńa – Fischer(2), P.González mecz rozegrany został na stadionie klubu Racing |
| 21 marca 1971 | Gimnasia y Esgrima La Plata – Argentinos Juniors 1:1 Meija – R.Moreno                                                   |
| 21 marca 1971 | Rosario Central – Ferro Carril Oeste 2:3 Troilo, Landucci – Salomone, Vidal(2)                                          |
| 21 marca 1971 | CA Platense – CA Banfield 1:2 Saporiti – R.Martínez(2)                                                                  |
| 21 marca 1971 | Racing Club de Avellaneda – Independiente 3:3 Rocchia, Squeo, Luna – Giachello(2), Balbuena                             |
| 21 marca 1971 | CA Huracán – River Plate 1:3 Brindisi – J.J.López, Mas, Della Savia                                                     |
| 21 marca 1971 | Los Andes Buenos Aires – Chacarita Juniors 0:1 Orife                                                                    |
| 21 marca 1971 | CA Colón – Newell’s Old Boys 0:3 Obberti, Marcos, Bezerra                                                               |

### Kolejka 5
| Data             | Mecz |
| ---------------- | --- |
| 24 marca 1971    | Estudiantes La Plata – CA Vélez Sarsfield 4:1 E.Flores(2), Malbernat, Aguilar – Bentrón                        |
| 24 marca 1971    | Newell’s Old Boys – Atlanta Buenos Aires 4:0 Marcos, Zanabria(2), Obberti                                      |
| 24 marca 1971    | Chacarita Juniors – CA Colón 3:0 Marcos(2), Orife                                                              |
| 24 marca 1971    | Independiente – CA Huracán 1:2 Pastoriza – Leone, Giribet                                                      |
| 24 marca 1971    | San Lorenzo de Almagro – Racing Club de Avellaneda 6:2 Tojo, Veglio(2), Rocchia s, Fischer(2) – Lamelza, Wolff |
| 24 marca 1971    | Ferro Carril Oeste – CA Platense 1:0 Aimonetti                                                                 |
| 1 kwietnia 1971  | River Plate – Los Andes Buenos Aires 4:1 Mas, Marchetti, Laraignée(2) – Cardacci                               |
| 14 kwietnia 1971 | Argentinos Juniors – Rosario Central 3:0 Eugui(3)                                                              |
| 14 kwietnia 1971 | CA Banfield – Boca Juniors 3:1 Mateos(2), Ibáńez – Ponce                                                       |

### Kolejka 6
| Data          | Mecz |
| ------------- | --- |
| 26 marca 1971 | Boca Juniors – Ferro Carril Oeste 1:1 Ponce – Aimonetti mecz rozegrany został na stadionie klubu Atlanta                                      |
| 28 marca 1971 | Rosario Central – Gimnasia y Esgrima La Plata 1:1 Landucci – Onnis                                                                            |
| 28 marca 1971 | CA Platense – Argentinos Juniors 5:1 Cabral(4), Cassano – Cicarello mecz rozegrany został na stadionie klubu Chacarita Juniors                |
| 28 marca 1971 | Racing Club de Avellaneda – CA Banfield 3:1 Cárdenas, Squeo, Rocchia – Mateos                                                                 |
| 28 marca 1971 | CA Huracán – San Lorenzo de Almagro 1:5 Giribet – Fischer, Veglio, Ayala(2), P.González mecz rozegrany został na stadionie klubu Boca Juniors |
| 28 marca 1971 | Los Andes Buenos Aires – Independiente 1:0 Vignale                                                                                            |
| 28 marca 1971 | CA Colón – River Plate 2:3 Pulcini, Di Meola – Onega, Mas, Laraignée                                                                          |
| 28 marca 1971 | Atlanta Buenos Aires – Chacarita Juniors 2:3 Cano, Pecoraro – Recúpero, Punturero, García Cambón                                              |
| 28 marca 1971 | CA Vélez Sarsfield – Newell’s Old Boys 2:1 Bianchi, Bentrón – Silva                                                                           |

### Kolejka 7
| Data            | Mecz |
| --------------- | --- |
| 2 kwietnia 1971 | Chacarita Juniors – CA Vélez Sarsfield 5:2 García Cambón, Frassoldati, Marcos(2), Punturero – Bianchi, Bentrón                             |
| 4 kwietnia 1971 | Newell’s Old Boys – Estudiantes La Plata 3:2 Bezerra(2), Obberti – Bedogni, Togneri                                                        |
| 4 kwietnia 1971 | River Plate – Atlanta Buenos Aires 5:3 Laraignée, Mas, J.J.López, Pignani(2) – Mastrángelo(2), Cano                                        |
| 4 kwietnia 1971 | Independiente – CA Colón 2:0 Adorno, Balbuena                                                                                              |
| 4 kwietnia 1971 | San Lorenzo de Almagro – Los Andes Buenos Aires 1:2 Heredia – Cominelli, Pandolfi                                                          |
| 4 kwietnia 1971 | CA Banfield – CA Huracán 0:0 |
| 4 kwietnia 1971 | Ferro Carril Oeste – Racing Club de Avellaneda 2:2 Aimonetti(2) – Squeo, Lamelza                                                           |
| 4 kwietnia 1971 | Argentinos Juniors – Boca Juniors 2:3 Caputo, R.Alvarez – Ponce, Madurga, Curioni mecz rozegrany został na stadionie klubu Vélez Sarsfield |
| 4 kwietnia 1971 | Gimnasia y Esgrima La Plata – CA Platense 2:1 Castiglia, Leonardi – Cabral                                                                 |

### Kolejka 8
| Data            | Mecz                                                                                  |
| --------------- | ------------------------------------------------------------------------------------- |
| 7 kwietnia 1971 | CA Platense – Rosario Central 1:1 A.González – Villagra                               |
| 7 kwietnia 1971 | Boca Juniors – Gimnasia y Esgrima La Plata 4:2 Savoy, Ovide, Peńa, Nicolau – Onnis(2) |
| 7 kwietnia 1971 | CA Huracán – Ferro Carril Oeste 0:1 Weber                                             |
| 7 kwietnia 1971 | Los Andes Buenos Aires – CA Banfield 1:1 Cardacci – Pellegrini                        |
| 7 kwietnia 1971 | CA Colón – San Lorenzo de Almagro 3:2 Trullet, Córdoba, Di Meola – P.González, Ayala  |
| 7 kwietnia 1971 | Atlanta Buenos Aires – Independiente 1:2 Mastrángelo – Pastoriza, Giachello           |
| 7 kwietnia 1971 | CA Vélez Sarsfield – River Plate 3:2 Benito, Bentrón, Bianchi – J.J.López, Mas        |
| 7 kwietnia 1971 | Estudiantes La Plata – Chacarita Juniors 1:2 Verde – Marcos, García Cambón            |
| 9 kwietnia 1971 | Racing Club de Avellaneda – Argentinos Juniors 0:2 Eugui, Moreno                      |

### Kolejka 9
| Data             | Mecz |
| ---------------- | --- |
| 11 kwietnia 1971 | Chacarita Juniors – Newell’s Old Boys 0:0                                                                 |
| 11 kwietnia 1971 | River Plate – Estudiantes La Plata 4:1 Mas, Dominichi, J.J.López, Bulla – Pachamé                         |
| 11 kwietnia 1971 | San Lorenzo de Almagro – Atlanta Buenos Aires 3:0 Heredia, García Ameijenda, Gil s                        |
| 11 kwietnia 1971 | CA Banfield – CA Colón 1:1 R.Martínez – Di Meola                                                          |
| 11 kwietnia 1971 | Ferro Carril Oeste – Los Andes Buenos Aires 3:2 Aimonetti(2), Weber – Manfredi, Cirrincione               |
| 11 kwietnia 1971 | Argentinos Juniors – CA Huracán 0:1 Veira                                                                 |
| 11 kwietnia 1971 | Gimnasia y Esgrima La Plata – Racing Club de Avellaneda 1:1 Zywica – Wolff                                |
| 11 kwietnia 1971 | Rosario Central – Boca Juniors 3:0 Villagra, Bustos, Landucci                                             |
| 15 kwietnia 1971 | Independiente – CA Vélez Sarsfield 1:1 Maglioni – Reguera mecz rozegrany został na stadionie klubu Racing |

### Kolejka 10
| Data             | Mecz |
| ---------------- | --- |
| 16 kwietnia 1971 | CA Huracán – Gimnasia y Esgrima La Plata 1:1 Veira – Onnis mecz rozegrany został na stadionie klubu San Lorenzo de Almagro |
| 18 kwietnia 1971 | Boca Juniors – CA Platense 1:0 Curioni                                                                                     |
| 18 kwietnia 1971 | Racing Club de Avellaneda – Rosario Central 4:3 Wolff(2), Lamelza, Cárdenas – A.Gómez, Landucci, Zavagno                   |
| 18 kwietnia 1971 | Los Andes Buenos Aires – Argentinos Juniors 1:1 Cominelli – Caputo                                                         |
| 18 kwietnia 1971 | CA Colón – Ferro Carril Oeste 0:0                                                                                          |
| 18 kwietnia 1971 | Atlanta Buenos Aires – CA Banfield 3:1 Cano, Gómez Voglino, Mastrángelo – Amado                                            |
| 18 kwietnia 1971 | CA Vélez Sarsfield – San Lorenzo de Almagro 0:1 Ayala                                                                      |
| 18 kwietnia 1971 | Newell’s Old Boys – River Plate 3:1 Obberti(2), Bezerra – Pignani                                                          |
| 23 czerwca 1971  | Estudiantes La Plata – Independiente 0:1 Bertolotti                                                                        |

### Kolejka 11
| Data             | Mecz |
| ---------------- | --- |
| 21 kwietnia 1971 | River Plate – Chacarita Juniors 0:2 Marcos(2)                                                                       |
| 21 kwietnia 1971 | CA Banfield – CA Vélez Sarsfield 2:2 Ibáńez, Pellegrini – Bentrón, Reguera                                          |
| 21 kwietnia 1971 | Ferro Carril Oeste – Atlanta Buenos Aires 0:2 Gómez Voglino, Cano                                                   |
| 21 kwietnia 1971 | Argentinos Juniors – CA Colón 5:3 Cicarello, R.Alvarez, Ornad, Ribaudo, O.Sosa – Di Meola, Zibecchi, Trullet        |
| 21 kwietnia 1971 | Gimnasia y Esgrima La Plata – Los Andes Buenos Aires 3:2 Onnis(2), Zywica – Pandolfi, Manfredi                      |
| 21 kwietnia 1971 | Rosario Central – CA Huracán 4:0 Carrascosa, Landucci(2), Poy                                                       |
| 21 kwietnia 1971 | CA Platense – Racing Club de Avellaneda 3:4 A.González(2), Quetglas – Wolff, Lamelza(2), Chagas s                   |
| 22 kwietnia 1971 | Independiente – Newell’s Old Boys 2:1 Pastoriza, Balbuena – Obberti mecz rozegrany został na stadionie klubu Racing |
| 22 kwietnia 1971 | San Lorenzo de Almagro – Estudiantes La Plata 3:1 Heredia, Telch, Veglio – Rudzki                                   |

### Kolejka 12
| Data             | Mecz |
| ---------------- | --- |
| 23 kwietnia 1971 | CA Huracán – CA Platense 2:0 Veira, Giribet mecz rozegrany został na stadionie klubu San Lorenzo de Almagro |
| 25 kwietnia 1971 | Racing Club de Avellaneda – Boca Juniors 1:2 Ovide s – Pianetti, Medina                                     |
| 25 kwietnia 1971 | Los Andes Buenos Aires – Rosario Central 1:3 Vera – Landucci, Gramajo(2)                                    |
| 25 kwietnia 1971 | CA Colón – Gimnasia y Esgrima La Plata 2:3 Sacconi, Córdoba – Roselli, Castiglia, Montagnoli                |
| 25 kwietnia 1971 | Atlanta Buenos Aires – Argentinos Juniors 2:2 Valencia, Gómez Voglino – Caputo, Moreno                      |
| 25 kwietnia 1971 | CA Vélez Sarsfield – Ferro Carril Oeste 2:1 Bentrón, Benito – Aimonetti                                     |
| 25 kwietnia 1971 | Estudiantes La Plata – CA Banfield 0:1 Pellegrini                                                           |
| 25 kwietnia 1971 | Newell’s Old Boys – San Lorenzo de Almagro 2:1 Berta, Marcos – Chazarreta                                   |
| 25 kwietnia 1971 | Chacarita Juniors – Independiente 0:0                                                                       |

### Kolejka 13
| Data             | Mecz                                                            |
| ---------------- | --------------------------------------------------------------- |
| 30 kwietnia 1971 | San Lorenzo de Almagro – Chacarita Juniors 0:1 Orife            |
| 2 maja 1971      | Independiente – River Plate 1:1 Gennoni – Dominichi             |
| 2 maja 1971      | CA Banfield – Newell’s Old Boys 2:1 Mateos, Barril – Obberti    |
| 2 maja 1971      | Ferro Carril Oeste – Estudiantes La Plata 2:0 Aimonetti, Moreno |
| 2 maja 1971      | Argentinos Juniors – CA Vélez Sarsfield 1:1 Caputo – Bentrón    |
| 2 maja 1971      | Gimnasia y Esgrima La Plata – Atlanta Buenos Aires 1:0 Pedraza  |
| 2 maja 1971      | Rosario Central – CA Colón 0:0                                  |
| 2 maja 1971      | CA Platense – Los Andes Buenos Aires 0:1 Pandolfi               |
| 2 maja 1971      | Boca Juniors – CA Huracán 3:0 Pianetti, Curioni, Coch           |

### Kolejka 14
| Data        | Mecz                                                                          |
| ----------- | ----------------------------------------------------------------------------- |
| 5 maja 1971 | CA Huracán – Racing Club de Avellaneda 0:0                                    |
| 5 maja 1971 | Los Andes Buenos Aires – Boca Juniors 1:0 Cardacci                            |
| 5 maja 1971 | CA Colón – CA Platense 5:1 Di Meola(3), Bustos, Zucarelli – Cabral            |
| 5 maja 1971 | Atlanta Buenos Aires – Rosario Central 2:1 Valencia, De la Iglesia – Landucci |
| 5 maja 1971 | CA Vélez Sarsfield – Gimnasia y Esgrima La Plata 1:0 Bianchi                  |
| 5 maja 1971 | Newell’s Old Boys – Ferro Carril Oeste 2:1 Bezerra, Obberti – Salomone        |
| 5 maja 1971 | Chacarita Juniors – CA Banfield 2:1 García Cambón(2) – Pellegrini             |
| 5 maja 1971 | River Plate – San Lorenzo de Almagro 3:0 Onega(2), Della Savia                |
| 6 maja 1971 | Estudiantes La Plata – Argentinos Juniors 3:0 Romeo, Verón, Bedogni           |

### Kolejka 15
| Data        | Mecz                                                                                       |
| ----------- | ------------------------------------------------------------------------------------------ |
| 7 maja 1971 | Boca Juniors – CA Colón 2:3 Suńé, Curioni – Ocańo, Marzolini s, Zucarelli                  |
| 9 maja 1971 | San Lorenzo de Almagro – Independiente 2:1 Fischer, Scotta – Maglioni                      |
| 9 maja 1971 | CA Banfield – River Plate 1:3 Pellegrini – Mas(3)                                          |
| 9 maja 1971 | Ferro Carril Oeste – Chacarita Juniors 0:0                                                 |
| 9 maja 1971 | Argentinos Juniors – Newell’s Old Boys 3:2 O.Sosa, Moreno, Solórzano s – Zanabria, Obberti |
| 9 maja 1971 | Gimnasia y Esgrima La Plata – Estudiantes La Plata 1:0 Leonardi                            |
| 9 maja 1971 | Rosario Central – CA Vélez Sarsfield 2:2 A.Gómez(2) – Benito(2)                            |
| 9 maja 1971 | CA Platense – Atlanta Buenos Aires 1:0 Cabral                                              |
| 9 maja 1971 | Racing Club de Avellaneda – Los Andes Buenos Aires 2:1 Alcibar, Lamelza – Manfredi         |

### Kolejka 16
| Data             | Mecz                                                                                       |
| ---------------- | ------------------------------------------------------------------------------------------ |
| 14 maja 1971     | River Plate – Ferro Carril Oeste 1:0 Mas                                                   |
| 16 maja 1971     | Los Andes Buenos Aires – CA Huracán 2:1 Manfredi(2) – Veira                                |
| 16 maja 1971     | CA Colón – Racing Club de Avellaneda 3:3 Chabay s, Di Meola, Zucarelli – Alcibar, Lamelza  |
| 16 maja 1971     | Atlanta Buenos Aires – Boca Juniors 1:3 Mastrángelo – Coch, Pianetti(2)                    |
| 16 maja 1971     | CA Vélez Sarsfield – CA Platense 5:0 Bianchi(3), Cottón, Lamberti                          |
| 16 maja 1971     | Newell’s Old Boys – Gimnasia y Esgrima La Plata 5:1 Bezerra, Marcos, Obberti(3) – Santiago |
| 16 maja 1971     | Chacarita Juniors – Argentinos Juniors 0:2 Eugui(2)                                        |
| 16 maja 1971     | Independiente – CA Banfield 2:0 Maglioni(2)                                                |
| 15 września 1971 | Estudiantes La Plata – Rosario Central 1:0 Verón                                           |

### Kolejka 17
| Data         | Mecz |
| ------------ | --- |
| 21 maja 1971 | Racing Club de Avellaneda – Atlanta Buenos Aires 1:2 García Sangenis – Juárez, Gómez Voglino                 |
| 23 maja 1971 | CA Banfield – San Lorenzo de Almagro 0:1 Scotta                                                              |
| 23 maja 1971 | Ferro Carril Oeste – Independiente 1:3 Weber – Magán, Sá, Giachello                                          |
| 23 maja 1971 | Argentinos Juniors – River Plate 1:1 Moreno – Onega mecz rozegrany został na stadionie klubu Vélez Sarsfield |
| 23 maja 1971 | Gimnasia y Esgrima La Plata – Chacarita Juniors 2:0 Leonardi, Onnis                                          |
| 23 maja 1971 | Rosario Central – Newell’s Old Boys 2:2 Bóveda, Poy – Fanesi s, Zanabria                                     |
| 23 maja 1971 | CA Platense – Estudiantes La Plata 5:0 Miranda, Quetglas(2), Cabral(2)                                       |
| 23 maja 1971 | Boca Juniors – CA Vélez Sarsfield 0:1 Bianchi                                                                |
| 23 maja 1971 | CA Huracán – CA Colón 1:3 Brindisi – Ripke, Zucarelli, Di Meola                                              |

### Kolejka 18
| Data            | Mecz |
| --------------- | --- |
| 25 maja 1971    | CA Colón – Los Andes Buenos Aires 3:5 Sabella s, Zucarelli, Ocańo – Echenausse(2), Bordatto, Pandolfi, Manfredi |
| 25 maja 1971    | Atlanta Buenos Aires – CA Huracán 1:2 Cano – Babington, Avallay                                                 |
| 25 maja 1971    | CA Vélez Sarsfield – Racing Club de Avellaneda 1:1 Bianchi – Cárdenas                                           |
| 25 maja 1971    | Newell’s Old Boys – CA Platense 3:3 Solórzano, Obberti(2) – Cabral(2), Zanotti                                  |
| 25 maja 1971    | Chacarita Juniors – Rosario Central 2:1 Marcos, Frassoldati – Landucci                                          |
| 25 maja 1971    | River Plate – Gimnasia y Esgrima La Plata 0:0                                                                   |
| 25 maja 1971    | San Lorenzo de Almagro – Ferro Carril Oeste 5:2 Fischer(3), Scotta, García Ameijenda – Micó, Domínguez          |
| 27 maja 1971    | Independiente – Argentinos Juniors 1:1 Pastoriza – Moreno mecz rozegrany został na stadionie klubu Racing       |
| 1 września 1971 | Estudiantes La Plata – Boca Juniors 3:6 Flores, Pagnanini, Spadaro – O.Medina, Potente, Coch, Curioni(2), Peńa  |

### Kolejka 19
| Data         | Mecz |
| ------------ | --- |
| 28 maja 1971 | Boca Juniors – Newell’s Old Boys 1:2 Medina – Obberti, Bezerra                                                                 |
| 30 maja 1971 | Ferro Carril Oeste – CA Banfield 4:1 Micó, Vidal(2), Etcheverry – Amado                                                        |
| 30 maja 1971 | Argentinos Juniors – San Lorenzo de Almagro 0:3 Chazarreta(2), Scotta mecz rozegrany został na stadionie klubu Vélez Sarsfield |
| 30 maja 1971 | Gimnasia y Esgrima La Plata – Independiente 0:0                                                                                |
| 30 maja 1971 | Rosario Central – River Plate 3:1 Landucci, Poy, Gramajo – Dominichi                                                           |
| 30 maja 1971 | CA Platense – Chacarita Juniors 0:2 Fucceneco, Marcos                                                                          |
| 30 maja 1971 | Racing Club de Avellaneda – Estudiantes La Plata 1:1 Lamelza – Bedogni                                                         |
| 30 maja 1971 | CA Huracán – CA Vélez Sarsfield 0:0                                                                                            |
| 30 maja 1971 | Los Andes Buenos Aires – Atlanta Buenos Aires 1:0 Echenausse                                                                   |

### Kolejka 20
| Data             | Mecz                                                                                      |
| ---------------- | ----------------------------------------------------------------------------------------- |
| 4 czerwca 1971   | Gimnasia y Esgrima La Plata – San Lorenzo de Almagro 2:2 Zywica, Montivero – Fischer(2)   |
| 6 czerwca 1971   | CA Colón – Atlanta Buenos Aires 1:0 Ocańo                                                 |
| 6 czerwca 1971   | Los Andes Buenos Aires – CA Vélez Sarsfield 0:4 Lamberti, Bianchi(2), Bentrón             |
| 6 czerwca 1971   | Racing Club de Avellaneda – Newell’s Old Boys 1:2 R.Díaz – Obberti, De Rienzo             |
| 6 czerwca 1971   | Boca Juniors – Chacarita Juniors 2:0 Savoy, Madurga                                       |
| 6 czerwca 1971   | CA Platense – River Plate 0:2 Onega, Mas mecz rozegrany został na stadionie klubu Atlanta |
| 6 czerwca 1971   | Rosario Central – Independiente 0:0                                                       |
| 6 czerwca 1971   | Argentinos Juniors – CA Banfield 0:0                                                      |
| 11 sierpnia 1971 | CA Huracán – Estudiantes La Plata 2:0 Veira(2)                                            |

### Kolejka 21
| Data             | Mecz |
| ---------------- | --- |
| 10 czerwca 1971  | Ferro Carril Oeste – Argentinos Juniors 2:0 Etcheverry(2)                                                                  |
| 10 czerwca 1971  | CA Banfield – Gimnasia y Esgrima La Plata 1:2 Cáceres – Montagnoli, Onnis mecz przerwany w 88 minucie                      |
| 10 czerwca 1971  | San Lorenzo de Almagro – Rosario Central 4:1 García Ameijenda, Chazarreta, Heredia, Fischer – Bóveda                       |
| 10 czerwca 1971  | Independiente – CA Platense[at Racing Club de Avellaneda 0:0                                                               |
| 10 czerwca 1971  | River Plate – Boca Juniors 3:3 J.J.López, Mas, Onega – Tarabini, Rojas(2) mecz rozegrany został na stadionie klubu Huracán |
| 10 czerwca 1971  | Chacarita Juniors – Racing Club de Avellaneda 1:0 Poncio                                                                   |
| 10 czerwca 1971  | Newell’s Old Boys – CA Huracán 4:1 Obberti(2), Silva, Cavoli – Avallay                                                     |
| 10 czerwca 1971  | CA Vélez Sarsfield – CA Colón 3:2 Bentrón, Benito, Lamberti – Zibecchi, Zucarelli                                          |
| 29 września 1971 | Estudiantes La Plata – Los Andes Buenos Aires 3:1 Verón, Aguilar(2) – Zanabria                                             |

### Kolejka 22
| Data            | Mecz |
| --------------- | --- |
| 12 czerwca 1971 | CA Huracán – Chacarita Juniors 1:1 Avallay – Fucceneco mecz rozegrany został na stadionie klubu San Lorenzo de Almagro |
| 13 czerwca 1971 | Atlanta Buenos Aires – CA Vélez Sarsfield 2:2 Gómez Voglino, Cano – Bentrón, Bianchi                                   |
| 13 czerwca 1971 | CA Colón – Estudiantes La Plata 2:1 Zucarelli, Bustos – Etchecopar                                                     |
| 13 czerwca 1971 | Los Andes Buenos Aires – Newell’s Old Boys 1:1 Manfredi – Silva                                                        |
| 13 czerwca 1971 | Racing Club de Avellaneda – River Plate 3:2 R.Díaz(2), Escalante – Onega, Laraignée                                    |
| 13 czerwca 1971 | Boca Juniors – Independiente 1:2 Savoy – Balbuena, Bertolotti                                                          |
| 13 czerwca 1971 | CA Platense – San Lorenzo de Almagro 1:1 A.González – Fischer mecz rozegrany został na stadionie klubu Vélez Sarsfield |
| 13 czerwca 1971 | Rosario Central – CA Banfield 1:1 Colman – Cáceres                                                                     |
| 13 czerwca 1971 | Gimnasia y Esgrima La Plata – Ferro Carril Oeste 0:2 Vidal, R.Pérez                                                    |

### Kolejka 23
| Data            | Mecz |
| --------------- | --- |
| 16 czerwca 1971 | Argentinos Juniors – Gimnasia y Esgrima La Plata 2:2 O.Sosa(2) – Gottfrit, Pedraza                        |
| 16 czerwca 1971 | Ferro Carril Oeste – Rosario Central 2:0 J.Domínguez, Colman s                                            |
| 16 czerwca 1971 | CA Banfield – CA Platense 0:0                                                                             |
| 16 czerwca 1971 | San Lorenzo de Almagro – Boca Juniors 3:1 Fischer(2), Scotta – Suńé                                       |
| 16 czerwca 1971 | Independiente – Racing Club de Avellaneda 1:0 Pastoriza                                                   |
| 16 czerwca 1971 | River Plate – CA Huracán 1:1 Dominichi – Avallay mecz rozegrany został na stadionie klubu Vélez Sarsfield |
| 16 czerwca 1971 | Chacarita Juniors – Los Andes Buenos Aires 2:1 Fucceneco, Patti – Manfredi                                |
| 16 czerwca 1971 | Newell’s Old Boys – CA Colón 6:0 Zanabria, Obberti(2), Marcos(2), Cavoli                                  |
| 17 czerwca 1971 | Estudiantes La Plata – Atlanta Buenos Aires 1:0 Togneri                                                   |

### Kolejka 24
| Data            | Mecz                                                                                         |
| --------------- | -------------------------------------------------------------------------------------------- |
| 18 czerwca 1971 | Boca Juniors – CA Banfield 2:1 Potente, Rojas – Pellegrini                                   |
| 20 czerwca 1971 | CA Vélez Sarsfield – Estudiantes La Plata 3:0 Benito, Bianchi(2)                             |
| 20 czerwca 1971 | Atlanta Buenos Aires – Newell’s Old Boys 1:1 Cano – Silva                                    |
| 20 czerwca 1971 | CA Colón – Chacarita Juniors 1:1 Di Meola – García Cambón                                    |
| 20 czerwca 1971 | Los Andes Buenos Aires – River Plate 1:3 Pandolfi – Mas, Onega, Morete                       |
| 20 czerwca 1971 | CA Huracán – Independiente 1:0 Giribet                                                       |
| 20 czerwca 1971 | Racing Club de Avellaneda – San Lorenzo de Almagro 0:3 García Ameijenda, Fischer, Chazarreta |
| 20 czerwca 1971 | CA Platense – Ferro Carril Oeste 0:0                                                         |
| 20 czerwca 1971 | Rosario Central – Argentinos Juniors 1:0 Landucci                                            |

### Kolejka 25
| Data             | Mecz |
| ---------------- | --- |
| 25 czerwca 1971  | River Plate – CA Colón 2:0 Laraignée, O.Pérez mecz rozegrany został na stadionie klubu Atlanta                          |
| 27 czerwca 1971  | Gimnasia y Esgrima La Plata – Rosario Central 4:5 Gottfrit, Montivero, Pedraza, Onnis – Poy(2), Carrascosa, Villagra(2) |
| 27 czerwca 1971  | Argentinos Juniors – CA Platense 3:1 Pekerman, Eugui, O.Sosa – Quetglas                                                 |
| 27 czerwca 1971  | Ferro Carril Oeste – Boca Juniors 0:1 Tarabini                                                                          |
| 27 czerwca 1971  | San Lorenzo de Almagro – CA Huracán 2:0 García Ameijenda, P.González                                                    |
| 27 czerwca 1971  | Chacarita Juniors – Atlanta Buenos Aires 2:1 Bargas, García Cambón – Gómez Voglino                                      |
| 27 czerwca 1971  | Newell’s Old Boys – CA Vélez Sarsfield 2:1 Silva(2) – Bianchi                                                           |
| 11 sierpnia 1971 | Independiente – Los Andes Buenos Aires 1:0 Mircoli                                                                      |
| 11 sierpnia 1971 | CA Banfield – Racing Club de Avellaneda 1:1 Aguirre – Wolff                                                             |

### Kolejka 26
| Data            | Mecz                                                                            |
| --------------- | ------------------------------------------------------------------------------- |
| 6 sierpnia 1971 | Racing Club de Avellaneda – Ferro Carril Oeste 1:1 Cárdenas – R.Pérez           |
| 8 sierpnia 1971 | Estudiantes La Plata – Newell’s Old Boys 2:2 Flores(2) – Solórzano, Pagnanini s |
| 8 sierpnia 1971 | CA Vélez Sarsfield – Chacarita Juniors 2:1 Bianchi(2) – Wehbe                   |
| 8 sierpnia 1971 | Atlanta Buenos Aires – River Plate 2:1 Cano, Juárez – Morete                    |
| 8 sierpnia 1971 | CA Colón – Independiente 1:2 Zucarelli – Maglioni, Mircoli                      |
| 8 sierpnia 1971 | Los Andes Buenos Aires – San Lorenzo de Almagro 0:0                             |
| 8 sierpnia 1971 | CA Huracán – CA Banfield 2:2 Brindisi, Giribet – Cantero, Pellegrini            |
| 8 sierpnia 1971 | Boca Juniors – Argentinos Juniors 0:0                                           |
| 8 sierpnia 1971 | CA Platense – Gimnasia y Esgrima La Plata 1:2 Cierra – Montivero(2)             |

### Kolejka 27
| Data             | Mecz                                                                                      |
| ---------------- | ----------------------------------------------------------------------------------------- |
| 13 sierpnia 1971 | San Lorenzo de Almagro – CA Colón 4:2 Veglio, Fischer(3) – Trullet(2)                     |
| 15 sierpnia 1971 | Rosario Central – CA Platense 1:0 Poy                                                     |
| 15 sierpnia 1971 | Gimnasia y Esgrima La Plata – Boca Juniors 2:1 Castiglia, Meléndez s – Peracca            |
| 15 sierpnia 1971 | Argentinos Juniors – Racing Club de Avellaneda 1:1 Moreno – Cárdenas                      |
| 15 sierpnia 1971 | Ferro Carril Oeste – CA Huracán 2:4 Vidal, Laginestra s – Veira, Brindisi, Doval, Giribet |
| 15 sierpnia 1971 | CA Banfield – Los Andes Buenos Aires 0:0                                                  |
| 15 sierpnia 1971 | Independiente – Atlanta Buenos Aires 3:0 Pastoriza(2), Mircoli                            |
| 15 sierpnia 1971 | River Plate – CA Vélez Sarsfield 0:3 Bianchi(2), Bentrón                                  |
| 15 sierpnia 1971 | Chacarita Juniors – Estudiantes La Plata 1:1 Neumann – Bedogni                            |

### Kolejka 28
| Data             | Mecz                                                                                       |
| ---------------- | ------------------------------------------------------------------------------------------ |
| 17 sierpnia 1971 | Newell’s Old Boys – Chacarita Juniors 1:1 Obberti – Patti                                  |
| 17 sierpnia 1971 | Estudiantes La Plata – River Plate 1:0 Verde                                               |
| 17 sierpnia 1971 | CA Vélez Sarsfield – Independiente 1:2 Bianchi – Pastoriza, Maglioni                       |
| 17 sierpnia 1971 | Atlanta Buenos Aires – San Lorenzo de Almagro 2:1 Gómez Voglino, Cano – Fischer            |
| 17 sierpnia 1971 | CA Colón – CA Banfield 3:0 Di Meola, Zucarelli, Zibecchi                                   |
| 17 sierpnia 1971 | Los Andes Buenos Aires – Ferro Carril Oeste 4:0 Pandolfi, Manfredi, Echenausse, Monteleone |
| 17 sierpnia 1971 | CA Huracán – Argentinos Juniors 2:0 Brindisi, Veira                                        |
| 17 sierpnia 1971 | Boca Juniors – Rosario Central 2:1 Pianetti, Tarabini – Bustos                             |
| 19 sierpnia 1971 | Racing Club de Avellaneda – Gimnasia y Esgrima La Plata 2:1 Cárdenas(2) – J.Martínez       |

### Kolejka 29
| Data             | Mecz                                                                                        |
| ---------------- | ------------------------------------------------------------------------------------------- |
| 21 sierpnia 1971 | River Plate – Newell’s Old Boys 1:0 J.Martínez                                              |
| 22 sierpnia 1971 | CA Platense – Boca Juniors 2:0 Crocci, Ulrich                                               |
| 22 sierpnia 1971 | Rosario Central – Racing Club de Avellaneda 1:2 Poy – Lamelza, Benítez                      |
| 22 sierpnia 1971 | Gimnasia y Esgrima La Plata – CA Huracán 2:2 Montivero, Castiglia – Veira, Babington        |
| 22 sierpnia 1971 | Argentinos Juniors – Los Andes Buenos Aires 1:0 Luna                                        |
| 22 sierpnia 1971 | Ferro Carril Oeste – CA Colón 2:1 R.Pérez, Micó – Di Meola                                  |
| 22 sierpnia 1971 | CA Banfield – Atlanta Buenos Aires 1:1 Pellegrini – Pecoraro                                |
| 22 sierpnia 1971 | San Lorenzo de Almagro – CA Vélez Sarsfield 1:6 Scotta – Bianchi(3), Benito, Ríos, Lamberti |
| 22 sierpnia 1971 | Independiente – Estudiantes La Plata 0:0                                                    |

### Kolejka 30
| Data             | Mecz |
| ---------------- | --- |
| 2 sierpnia 1971  | CA Huracán – Rosario Central 1:1 Babington – D.Killer mecz rozegrany został na stadionie klubu San Lorenzo de Almagro |
| 25 sierpnia 1971 | Newell’s Old Boys – Independiente 2:0 Obberti, Zanabria                                                               |
| 25 sierpnia 1971 | Estudiantes La Plata – San Lorenzo de Almagro 0:0                                                                     |
| 25 sierpnia 1971 | CA Vélez Sarsfield – CA Banfield 2:1 Benito, Bianchi – Pellegrini                                                     |
| 25 sierpnia 1971 | Atlanta Buenos Aires – Ferro Carril Oeste 0:1 Arregui                                                                 |
| 25 sierpnia 1971 | CA Colón – Argentinos Juniors 1:0 Trullet                                                                             |
| 25 sierpnia 1971 | Los Andes Buenos Aires – Gimnasia y Esgrima La Plata 0:1 Leonardi                                                     |
| 25 sierpnia 1971 | Racing Club de Avellaneda – CA Platense 3:1 Cárdenas, Benítez, Lamelza – Cabral                                       |
| 1 września 1971  | Chacarita Juniors – River Plate 2:2 García Cambón(2) – J.J.López, Alonso                                              |

### Kolejka 31
| Data             | Mecz                                                                                             |
| ---------------- | ------------------------------------------------------------------------------------------------ |
| 27 sierpnia 1971 | CA Banfield – Estudiantes La Plata 0:0                                                           |
| 29 sierpnia 1971 | Boca Juniors – Racing Club de Avellaneda 2:0 Marzolini, Suńé                                     |
| 29 sierpnia 1971 | CA Platense – CA Huracán 1:2 Cabral – Doval, Babington                                           |
| 29 sierpnia 1971 | Rosario Central – Los Andes Buenos Aires 1:0 A.Gómez                                             |
| 29 sierpnia 1971 | Gimnasia y Esgrima La Plata – CA Colón 4:4 Pedraza(2), Montivero(2) – Trullet(2), Mottura, Ripke |
| 29 sierpnia 1971 | Argentinos Juniors – Atlanta Buenos Aires 0:1 Cano                                               |
| 29 sierpnia 1971 | Ferro Carril Oeste – CA Vélez Sarsfield 1:2 R.Pérez – Benito(2)                                  |
| 29 sierpnia 1971 | San Lorenzo de Almagro – Newell’s Old Boys 2:1 Fischer, García Ameijenda – Obberti               |
| 15 września 1971 | Independiente – Chacarita Juniors 1:0 Maglioni                                                   |

### Kolejka 32
| Data            | Mecz                                                                                                   |
| --------------- | --- |
| 5 września 1971 | River Plate – Independiente 1:1 J.Martínez – Pastoriza                                                 |
| 5 września 1971 | Chacarita Juniors – San Lorenzo de Almagro 1:2 Poncio – Scotta(2)                                      |
| 5 września 1971 | Newell’s Old Boys – CA Banfield 6:1 Santamaría, Ledesma, Zanabria, Masalis s, Obberti, Silva – Cáceres |
| 5 września 1971 | Estudiantes La Plata – Ferro Carril Oeste 1:0 Aguilar                                                  |
| 5 września 1971 | CA Vélez Sarsfield – Argentinos Juniors 4:0 Bianchi(3), Nieva                                          |
| 5 września 1971 | Atlanta Buenos Aires – Gimnasia y Esgrima La Plata 3:1 Juárez, Gómez Voglino, Cano – Pedraza           |
| 5 września 1971 | CA Colón – Rosario Central 1:0 Mottura                                                                 |
| 5 września 1971 | CA Huracán – Boca Juniors 2:0 Giribet, Brindisi                                                        |
| 6 września 1971 | Los Andes Buenos Aires – CA Platense 1:1 Manfredi – Mustafá                                            |

### Kolejka 33
| Data            | Mecz                                                                               |
| --------------- | ---------------------------------------------------------------------------------- |
| 6 września 1971 | Boca Juniors – Los Andes Buenos Aires 3:0 Madurga, Suńé, Ferrero                   |
| 8 września 1971 | Racing Club de Avellaneda – CA Huracán 2:2 Cárdenas, Squeo – Babington, Giribet    |
| 8 września 1971 | CA Platense – CA Colón 3:1 Cierra, Cabral, Ulrich – Ripke                          |
| 8 września 1971 | Rosario Central – Atlanta Buenos Aires 2:0 Morales s, Poy                          |
| 8 września 1971 | Gimnasia y Esgrima La Plata – CA Vélez Sarsfield 1:3 Gallo s – Lamberti(2), Benito |
| 8 września 1971 | Argentinos Juniors – Estudiantes La Plata 0:0                                      |
| 8 września 1971 | Ferro Carril Oeste – Newell’s Old Boys 3:2 Vidal, Moreno, Micó – Obberti(2)        |
| 8 września 1971 | CA Banfield – Chacarita Juniors 0:0 mecz rozegrany został na stadionie klubu Lanús |
| 8 września 1971 | San Lorenzo de Almagro – River Plate 1:1 García Ameijenda – Laraignée              |

### Kolejka 34
| Data             | Mecz                                                                            |
| ---------------- | ------------------------------------------------------------------------------- |
| 10 września 1971 | CA Vélez Sarsfield – Rosario Central 4:0 Lamberti(2), Benito, Bianchi           |
| 12 września 1971 | Independiente – San Lorenzo de Almagro 1:0 Balbuena                             |
| 12 września 1971 | River Plate – CA Banfield 1:1 Mas – Benítez                                     |
| 12 września 1971 | Chacarita Juniors – Ferro Carril Oeste 2:1 Fucceneco, Frassoldati – R.Pérez     |
| 12 września 1971 | Newell’s Old Boys – Argentinos Juniors 1:0 Solórzano                            |
| 12 września 1971 | Estudiantes La Plata – Gimnasia y Esgrima La Plata 2:1 Bedogni, Verón – Pedraza |
| 12 września 1971 | Atlanta Buenos Aires – CA Platense 0:0                                          |
| 12 września 1971 | CA Colón – Boca Juniors 1:1 Zibecchi – Coch                                     |
| 12 września 1971 | Los Andes Buenos Aires – Racing Club de Avellaneda 1:1 Monteleone – Cárdenas    |

### Kolejka 35
| Data             | Mecz                                                                                              |
| ---------------- | ------------------------------------------------------------------------------------------------- |
| 17 września 1971 | Boca Juniors – Atlanta Buenos Aires 4:0 Potente(3), Ponce                                         |
| 19 września 1971 | CA Huracán – Los Andes Buenos Aires 1:3 Brindisi – Cardacci, Cominelli, Vilar                     |
| 19 września 1971 | Racing Club de Avellaneda – CA Colón 2:0 Lamelza, Rocchia                                         |
| 19 września 1971 | CA Platense – CA Vélez Sarsfield 2:3 Cabral, Cierra – Bianchi(3)                                  |
| 19 września 1971 | Rosario Central – Estudiantes La Plata 1:1 J.González – Verón                                     |
| 19 września 1971 | Gimnasia y Esgrima La Plata – Newell’s Old Boys 0:3 Obberti, Silva(2)                             |
| 19 września 1971 | Argentinos Juniors – Chacarita Juniors 1:2 Ribaudo – Nogués, Falconieri                           |
| 19 września 1971 | Ferro Carril Oeste – River Plate 2:0 R.Pérez, Salomone                                            |
| 19 września 1971 | CA Banfield – Independiente 0:2 Maglioni, Balbuena mecz rozegrany został na stadionie klubu Lanús |

### Kolejka 36
| Data             | Mecz                                                                        |
| ---------------- | --------------------------------------------------------------------------- |
| 22 września 1971 | San Lorenzo de Almagro – CA Banfield 1:3 Haack s – Pellegrini(2), O.Cáceres |
| 22 września 1971 | Independiente – Ferro Carril Oeste 3:0 Balbuena, Peláez s, Raimondo         |
| 22 września 1971 | River Plate – Argentinos Juniors 1:3 Mas – Caputo, O.Sosa, Moreno           |
| 22 września 1971 | Newell’s Old Boys – Rosario Central 1:2 Solórzano – Colman, Pascuttini      |
| 22 września 1971 | Estudiantes La Plata – CA Platense 1:0 Verde                                |
| 22 września 1971 | CA Vélez Sarsfield – Boca Juniors 2:0 Benito(2)                             |
| 22 września 1971 | Atlanta Buenos Aires – Racing Club de Avellaneda 1:1 Cano – Rocchia         |
| 22 września 1971 | CA Colón – CA Huracán 3:2 Alcorcel, Zibecchi, Di Meola – Avallay, Ramírez   |
| 23 września 1971 | Chacarita Juniors – Gimnasia y Esgrima La Plata 1:0 Falconieri              |

### Kolejka 37
| Data             | Mecz                                                                                          |
| ---------------- | --------------------------------------------------------------------------------------------- |
| 26 września 1971 | Los Andes Buenos Aires – CA Colón 2:2 Cardacci, Cirrincione – Mottura(2)                      |
| 26 września 1971 | CA Huracán – Atlanta Buenos Aires 1:2 Brindisi – Gómez Voglino, Cerqueiro                     |
| 26 września 1971 | Racing Club de Avellaneda – CA Vélez Sarsfield 1:0 Squeo                                      |
| 26 września 1971 | Boca Juniors – Estudiantes La Plata 3:0 Suńé, Malbernat s, Ferrero                            |
| 26 września 1971 | CA Platense – Newell’s Old Boys 2:0 Cabral, Scarpeccio                                        |
| 26 września 1971 | Rosario Central – Chacarita Juniors 1:1 Colman – Frassoldati                                  |
| 26 września 1971 | Gimnasia y Esgrima La Plata – River Plate 2:2 Roselli(2) – Giustozzi, J.J.López               |
| 26 września 1971 | Argentinos Juniors – Independiente 3:1 Eugui(2), Pena – Raimondo                              |
| 26 września 1971 | Ferro Carril Oeste – San Lorenzo de Almagro 3:2 J.Domínguez, R.Pérez, Salomone – Ayala, May s |

### Kolejka 38
| Data                | Mecz |
| ------------------- | --- |
| 1 października 1971 | River Plate – Rosario Central 0:1 Bóveda |
| 3 października 1971 | CA Banfield – Ferro Carril Oeste 1:1 Cáceres – Moreno mecz rozegrany został na stadionie klubu Talleres Remedios de Escalada |
| 3 października 1971 | San Lorenzo de Almagro – Argentinos Juniors 3:1 Scotta(2), Ayala – Caputo |
| 3 października 1971 | Independiente – Gimnasia y Esgrima La Plata 2:0 Widzowie: 5 716 Sędzia: Barreiro Bramki: Maglioni, Pastoriza CA Independiente: Medina – M.A.López, Pavoni, Sá, Raimondo, Garisto, Balbuena, Pastoriza, Maglioni (Giachello), Semenewich, Mircoli (Adorno). Club de Gimnasia y Esgrima La Plata: Gatti – Gottfrit, Leonardi, Gonzalo, Zywica, Pérez, Montivero, Maldonado (Aguayo), Roselli, Meija, Montagnoli. |
| 3 października 1971 | Chacarita Juniors – CA Platense 1:1 Nogués – Morelli |
| 3 października 1971 | Newell’s Old Boys – Boca Juniors 1:0 Santamaría |
| 3 października 1971 | Estudiantes La Plata – Racing Club de Avellaneda 5:2 Flores(2), Verón(2), Bedogni – Rocchia(2) |
| 3 października 1971 | CA Vélez Sarsfield – CA Huracán 1:2 Lamberti – Giribet, Avallay |
| 3 października 1971 | Atlanta Buenos Aires – Los Andes Buenos Aires 3:0 Cano(2), Pecoraro |

### Końcowa tabela Metropolitano 1971
| Poz | Klub                        | Mecze | Zw | Rem | Por | Pkt | BrZd | BrStr |
| --- | --------------------------- | ----- | -- | --- | --- | --- | ---- | ----- |
| 1   | Independiente               | 36    | 20 | 10  | 6   | 50  | 57   | 26    |
| 2   | CA Vélez Sarsfield          | 36    | 20 | 9   | 7   | 49  | 77   | 42    |
| 3   | Chacarita Juniors           | 36    | 17 | 12  | 7   | 46  | 49   | 35    |
| 4   | Newell’s Old Boys           | 36    | 18 | 8   | 10  | 44  | 74   | 47    |
| 5   | San Lorenzo de Almagro      | 36    | 18 | 8   | 10  | 44  | 75   | 52    |
| 6   | River Plate                 | 36    | 14 | 11  | 11  | 39  | 60   | 52    |
| 7   | Ferro Carril Oeste          | 36    | 15 | 8   | 13  | 38  | 49   | 49    |
| 8   | Boca Juniors                | 36    | 16 | 4   | 16  | 36  | 59   | 52    |
| 9   | CA Huracán                  | 36    | 12 | 11  | 13  | 35  | 46   | 54    |
| 10  | Rosario Central             | 36    | 11 | 12  | 13  | 34  | 48   | 51    |
| 11  | Racing Club de Avellaneda   | 36    | 10 | 14  | 12  | 34  | 56   | 64    |
| 12  | Gimnasia y Esgrima La Plata | 36    | 10 | 14  | 12  | 34  | 51   | 62    |
| 13  | Estudiantes La Plata        | 36    | 11 | 10  | 15  | 32  | 41   | 55    |
| 14  | CA Colón                    | 36    | 10 | 11  | 15  | 31  | 58   | 73    |
| 15  | Atlanta Buenos Aires        | 36    | 11 | 8   | 17  | 30  | 45   | 57    |
| 16  | Argentinos Juniors          | 36    | 9  | 11  | 16  | 29  | 43   | 56    |
| 17  | CA Banfield                 | 36    | 6  | 17  | 13  | 29  | 36   | 54    |
| 18  | Los Andes Buenos Aires      | 36    | 9  | 9   | 18  | 27  | 38   | 57    |
| 19  | CA Platense                 | 36    | 6  | 11  | 19  | 23  | 42   | 66    |

Klub Independiente został w roku 1971 mistrzem Argentyny Metropolitano.

### Klasyfikacja strzelców bramek Metropolitano 1971
| Gole | Piłkarz             | Klub                      |
| ---- | ------------------- | ------------------------- |
| 36   | Carlos Bianchi      | CA Vélez Sarsfield        |
| 28   | Alfredo Obberti     | Newell’s Old Boys         |
| 20   | Rodolfo Fischer     | San Lorenzo de Almagro    |
| 18   | Roberto Cabral      | CA Platense               |
| 16   | Oscar Mas           | River Plate               |
| 15   | Rubén Cano          | Atlanta Buenos Aires      |
| 14   | Miguel Angel Benito | CA Vélez Sarsfield        |
| 13   | Edgardo Di Meola    | CA Colón                  |
| 13   | Omar Pastoriza      | Independiente             |
| 12   | Osvaldo Lamelza     | Racing Club de Avellaneda |

## Campeonato Nacional 1971
W Campeonato Nacional wzięło udział 28 klubów – 17 klubów biorących udział w mistrzostwach Metropolitano oraz 11 klubów z prowincji. Prowincjonalna jedenastka została wyłoniona podczas rozgrywek klasyfikacyjnych klubów które wygrały swoje ligi prowincjonalne w roku 1970. W sezonie 1971 w mistrzostwach Nacional wzięły udział następujące kluby z regionu stołecznego (Metropolitano): Argentinos Juniors, Atlanta Buenos Aires, CA Banfield, Boca Juniors, Chacarita Juniors, CA Colón
Estudiantes La Plata, Ferro Carril Oeste, Gimnasia y Esgrima La Plata, CA Huracán, Independiente, Newell’s Old Boys, Racing Club de Avellaneda, River Plate, Rosario Central, San Lorenzo de Almagro, CA Vélez Sarsfield,
Do pierwszej ligi mistrzostw Nacional w sezonie 1971 zakwalifikowały się następujące kluby z prowincji: Belgrano Córdoba, Central Córdoba Santiago del Estero, Don Orione Barranqueras, Gimnasia y Esgrima Mendoza, Guaraní Antonio Franco Posadas, Huracán Bahía Blanca, Huracán Comodoro Rivadavia, Juventud Antoniana Salta, Kimberley Mar del Plata, San Martín Mendoza, San Martín Tucumán
W fazie grupowej 28 uczestników podzielono na 2 grupy A i B po 14 klubów w każdej grupie. Mecze w grupach rozegrano systemem każdy z każdym po jednym meczu, bez rewanżów. Dodatkowo rozegrano jedną kolejkę w której zmierzyły się kluby grupy A z klubami grupy B, dlatego każdy z klubów w fazie grupowej zaliczył po 14 meczów. Z obu grup do fazy pucharowej awansowały po 2 najlepsze kluby z grupy, które utworzyły dwie pary półfinałowe. Zwycięzcy obu pojedynków półfinałowych zmierzyli się w finale. Zwycięzca finału zdobył tytuł mistrza Argentyny Nacional, a przegrany – tytuł wicemistrza.

### Kolejka 1
Grupa A
| Data                | Mecz                                                                                                  |
| ------------------- | --- |
| 9 października 1971 | Gimnasia y Esgrima La Plata – San Martín Mendoza 1:0 J.Martínez                                       |
| 9 października 1971 | Belgrano Córdoba – Huracán Comodoro Rivadavia 5:1 Quiroga, Syeyyguil, Cos, Heredia, Reinaldi – Toledo |
| 9 października 1971 | Juventud Antoniana Salta – Newell’s Old Boys 0:2 Obberti(2)                                           |
| 9 października 1971 | CA Banfield – CA Huracán 2:1 Buglione s, Amado – Doval mecz rozegrany został na stadionie klubu Lanús |
| 9 października 1971 | Kimberley Mar del Plata – Independiente 0:1 Giachello                                                 |
| 9 października 1971 | Argentinos Juniors – Ferro Carril Oeste 2:1 R.Moreno, O.Sosa – Micó                                   |
| 9 października 1971 | River Plate – Don Orione Barranqueras 3:0 Mas(2), J.J.López                                           |

Grupa B
| Data                | Mecz                                                                                    |
| ------------------- | --------------------------------------------------------------------------------------- |
| 8 października 1971 | Racing Club de Avellaneda – CA Colón 1:0 Wolff                                          |
| 9 października 1971 | Guaraní Antonio Franco Posadas – Boca Juniors 0:1 Rogel                                 |
| 9 października 1971 | CA Vélez Sarsfield – Atlanta Buenos Aires 1:1 Lamberti – Pecoraro                       |
| 9 października 1971 | San Lorenzo de Almagro – Chacarita Juniors 1:0 Ayala                                    |
| 9 października 1971 | Rosario Central – San Martín Tucumán 5:1 Colman, Gramajo(2), Poy, J.González – Calderón |
| 9 października 1971 | Huracán Bahía Blanca – Central Córdoba Santiago del Estero 2:0 J.Martínez, Carro        |
| 9 października 1971 | Gimnasia y Esgrima Mendoza – Estudiantes La Plata 2:1 Luna(2) – Flores                  |

### Kolejka 2
Grupa A
| Data                 | Mecz                                                                                         |
| -------------------- | -------------------------------------------------------------------------------------------- |
| 12 października 1971 | Don Orione Barranqueras – Argentinos Juniors 1:2 Molina – Moreno(2)                          |
| 12 października 1971 | Ferro Carril Oeste – Kimberley Mar del Plata 3:2 Moreno, R.Pérez, Vidal – P.Gómez, Sangorrín |
| 12 października 1971 | Independiente – CA Banfield 2:2 Pavoni, R.González – Pellegrini, Mateos                      |
| 12 października 1971 | CA Huracán – Juventud Antoniana Salta 2:1 Brindisi, Buglione – Ochoaizpur                    |
| 12 października 1971 | Newell’s Old Boys – Belgrano Córdoba 2:2 Obberti, H.Martínez – Reinaldi, Quiroga             |
| 12 października 1971 | Huracán Comodoro Rivadavia – San Martín Mendoza 0:4 Barroso, Ambroggi, R.Domínguez, Tébez    |
| 14 października 1971 | River Plate – Gimnasia y Esgrima La Plata 2:0 O.Pérez, Mas                                   |

Grupa B
| Data                 | Mecz                                                                                          |
| -------------------- | --------------------------------------------------------------------------------------------- |
| 12 października 1971 | Gimnasia y Esgrima Mendoza – Guaraní Antonio Franco Posadas 4:1 Fornari, Benítez(3) – Noguera |
| 12 października 1971 | Estudiantes La Plata – Huracán Bahía Blanca 0:0                                               |
| 12 października 1971 | Central Córdoba Santiago del Estero (Sgo) – Rosario Central 0:1 Landucci                      |
| 12 października 1971 | San Martín Tucumán – San Lorenzo de Almagro 1:1 Sánchez – Telch                               |
| 12 października 1971 | Chacarita Juniors – Racing Club de Avellaneda 2:1 Neumann(2) – Lamelza                        |
| 12 października 1971 | CA Colón – CA Vélez Sarsfield 2:0 Ripke, Di Meola                                             |
| 12 października 1971 | Atlanta Buenos Aires – Boca Juniors 1:1 Pecoraro – Suńé                                       |

### Kolejka 3
Grupa A
| Data                 | Mecz |
| -------------------- | --- |
| 17 października 1971 | Gimnasia y Esgrima La Plata – Huracán Comodoro Rivadavia 5:1 Pedraza, Santiago, V.Sánchez(3) – Toledo                  |
| 17 października 1971 | San Martín Mendoza – Newell’s Old Boys 1:2 Zuvialde – Silva, Obberti                                                   |
| 17 października 1971 | Belgrano Córdoba – CA Huracán 1:0 Quiroga                                                                              |
| 17 października 1971 | Juventud Antoniana Salta – Independiente 0:2 Giachello, Moreyra                                                        |
| 17 października 1971 | CA Banfield – Ferro Carril Oeste 2:2 Amado, Ibáńez – Arregui, Tartaglia mecz rozegrany został na stadionie klubu Lanús |
| 17 października 1971 | Kimberley Mar del Plata – Don Orione Barranqueras 5:1 Durso(3), P.Gómez, Malleo – Vargas                               |
| 17 października 1971 | Argentinos Juniors – River Plate 0:1 J.J.López mecz rozegrany został na stadionie klubu Atlanta                        |

Grupa B
| Data                 | Mecz |
| -------------------- | --- |
| 15 października 1971 | Boca Juniors – CA Colón 7:1 Potente, Peńa(2), Savoy(2), Pianetti, Peracca – Ripke                                             |
| 17 października 1971 | Guaraní Antonio Franco Posadas – Atlanta Buenos Aires 1:1 Caballero – Cano                                                    |
| 17 października 1971 | CA Vélez Sarsfield – Chacarita Juniors 1:1 Bianchi – Fucceneco                                                                |
| 17 października 1971 | Racing Club de Avellaneda – San Martín Tucumán 3:1 Chabay, Lamelza, J.Benítez – Sánchez                                       |
| 17 października 1971 | San Lorenzo de Almagro – Central Córdoba Santiago del Estero 7:1 Ayala(3), E.Chazarreta(2), García Ameijenda, Fischer – Bucci |
| 17 października 1971 | Rosario Central – Estudiantes La Plata 2:0 Landucci, Gramajo                                                                  |
| 17 października 1971 | Huracán Bahía Blanca – Gimnasia y Esgrima Mendoza 0:0                                                                         |

### Kolejka 4
Grupa A
| Data                 | Mecz |
| -------------------- | --- |
| 20 października 1971 | Argentinos Juniors – Gimnasia y Esgrima La Plata 1:0 Ribaudo                                                   |
| 20 października 1971 | River Plate – Kimberley Mar del Plata 1:1 Diez s – Chaldú                                                      |
| 20 października 1971 | Don Orione Barranqueras – CA Banfield 1:0 Cendra                                                               |
| 20 października 1971 | Ferro Carril Oeste – Juventud Antoniana Salta 4:2 Vidal(2), Moreno(2) – Luńiz, Coronel                         |
| 20 października 1971 | Independiente – Belgrano Córdoba 1:0 Pastoriza                                                                 |
| 20 października 1971 | CA Huracán – San Martín Mendoza 3:4 Doval, Basile, Dopacio – Grudzien, J.Pérez, Zuvialde, Márquez              |
| 20 października 1971 | Newell’s Old Boys – Huracán Comodoro Rivadavia 9:0 De Rienzo, Solórzano, Mendoza(2), Montes, Obberti(3), Silva |

Grupa B
| Data                 | Mecz |
| -------------------- | --- |
| 20 października 1971 | Huracán Bahía Blanca – Guaraní Antonio Franco Posadas 3:2 Rosales, J.Martínez, Magagna – Noguera, Lezcano |
| 20 października 1971 | Gimnasia y Esgrima Mendoza – Rosario Central 0:0                                                          |
| 20 października 1971 | Estudiantes La Plata – San Lorenzo de Almagro 1:1 Verde – García Ameijenda                                |
| 20 października 1971 | San Martín Tucumán – CA Vélez Sarsfield 1:1 Villalón – Oruezábal                                          |
| 20 października 1971 | Chacarita Juniors – Boca Juniors 1:3 García Cambón – Ovide, Pianetti(2)                                   |
| 20 października 1971 | CA Colón – Atlanta Buenos Aires 2:1 Mottura, Zucarelli – Pecoraro                                         |
| 27 października 1971 | Central Córdoba Santiago del Estero – Racing Club de Avellaneda 0:1 Wolff                                 |

### Kolejka 5
Grupa A
| Data                 | Mecz |
| -------------------- | --- |
| 23 października 1971 | Gimnasia y Esgrima La Plata – Newell’s Old Boys 2:3 V.Sánchez, Montagnoli – Solórzano, Mendoza, Santamaría |
| 24 października 1971 | Huracán Comodoro Rivadavia – CA Huracán 1:4 Toledo] [Brindisi(2), Babington, Doval                         |
| 24 października 1971 | San Martín Mendoza – Independiente 1:1 R.Domínguez – Pavoni                                                |
| 24 października 1971 | Belgrano Córdoba – Ferro Carril Oeste 1:1 Rivadero – R.Pérez                                               |
| 24 października 1971 | Juventud Antoniana Salta – Don Orione Barranqueras 3:2 Luńiz, N.Giménez, N.Gómez – Molina, Ebel            |
| 24 października 1971 | CA Banfield – River Plate 2:2 Cantero, Cáceres – Mas, Morete                                               |
| 24 października 1971 | Kimberley Mar del Plata – Argentinos Juniors 1:4 Fortunato – Eugui(2), O.Sosa, Moreno                      |

Grupa B
| Data                 | Mecz |
| -------------------- | --- |
| 22 października 1971 | Racing Club de Avellaneda – Estudiantes La Plata 1:1 Lamelza – Etchecopar                                               |
| 24 października 1971 | Guaraní Antonio Franco Posadas – CA Colón 2:2 Olivera, Caballero – Zucarelli, Sacconi                                   |
| 24 października 1971 | Atlanta Buenos Aires – Chacarita Juniors 2:0 Vicente, Cano                                                              |
| 24 października 1971 | Boca Juniors – San Martín Tucumán 4:0 Pianetti, Ferrero, Suńé, Corvalán s                                               |
| 24 października 1971 | San Lorenzo de Almagro – Gimnasia y Esgrima Mendoza 2:5 Fischer, García Ameijenda – Ibáńez, Benítez, Becerra(2), Guzmán |
| 24 października 1971 | Rosario Central – Huracán Bahía Blanca 2:0 Gramajo(2)                                                                   |
| 10 listopada 1971    | CA Vélez Sarsfield – Central Córdoba Santiago del Estero 4:0 Tignanelli(3), Marzona                                     |

### Kolejka 6
Grupa A
| Data                 | Mecz |
| -------------------- | --- |
| 29 października 1971 | CA Huracán – Newell’s Old Boys 1:3 Brindisi – H.Mendoza, Laginestra s, Obberti mecz rozegrany został na stadionie klubu San Lorenzo de Almagro |
| 31 października 1971 | Kimberley Mar del Plata – Gimnasia y Esgrima La Plata 1:1 Durso – Leonardi                                                                     |
| 31 października 1971 | Argentinos Juniors – CA Banfield 0:1 Tagliani                                                                                                  |
| 31 października 1971 | River Plate – Juventud Antoniana Salta 2:1 Onega(2) – Luńiz                                                                                    |
| 31 października 1971 | Don Orione Barranqueras – Belgrano Córdoba 0:2 Frattura                                                                                        |
| 31 października 1971 | Ferro Carril Oeste – San Martín Mendoza 1:1 R.Pérez – Grudzien                                                                                 |
| 31 października 1971 | Independiente – Huracán Comodoro Rivadavia 4:1 Pavoni(2), Adorno, Giachello – Cárdenas                                                         |

Grupa B
| Data                 | Mecz                                                                                 |
| -------------------- | ------------------------------------------------------------------------------------ |
| 31 października 1971 | Rosario Central – Guaraní Antonio Franco Posadas 1:0 Landucci                        |
| 31 października 1971 | Huracán Bahía Blanca – San Lorenzo de Almagro 0:2 Fischer, Chazarreta                |
| 31 października 1971 | Gimnasia y Esgrima Mendoza – Racing Club de Avellaneda 2:1 Guzmán, Ibańez – Amarilla |
| 31 października 1971 | Estudiantes La Plata – CA Vélez Sarsfield 2:3 Verde(2) – Bentrón, Bianchi(2)         |
| 31 października 1971 | Central Córdoba Santiago del Estero (Sgo) – Boca Juniors 1:1 M.Rojas – Ponce         |
| 31 października 1971 | San Martín Tucumán – Atlanta Buenos Aires 0:2 Candau, Cerqueiro                      |
| 31 października 1971 | Chacarita Juniors – CA Colón 0:0                                                     |

### Kolejka 7
Grupa A
| Data              | Mecz                                                                                    |
| ----------------- | --------------------------------------------------------------------------------------- |
| 3 listopada 1971  | Gimnasia y Esgrima La Plata – CA Huracán 2:2 Buglione s, Leonardi – Babington, Brindisi |
| 3 listopada 1971  | Newell’s Old Boys – Independiente 1:1 Silva – Maglioni                                  |
| 3 listopada 1971  | Huracán Comodoro Rivadavia – Ferro Carril Oeste 0:2 Micó, Peláez                        |
| 3 listopada 1971  | San Martín Mendoza – Don Orione Barranqueras 2:0 Grudzien, Salguero                     |
| 3 listopada 1971  | Juventud Antoniana Salta – Argentinos Juniors 1:3 Rico – Moreno(2), Ribaudo             |
| 3 listopada 1971  | CA Banfield – Kimberley Mar del Plata 1:1 Cáceres – Sangorrín                           |
| 12 listopada 1971 | Belgrano Córdoba – River Plate 0:2 Morete, Alonso                                       |

Grupa B
| Data             | Mecz                                                                                         |
| ---------------- | -------------------------------------------------------------------------------------------- |
| 3 listopada 1971 | Guaraní Antonio Franco Posadas – Chacarita Juniors 1:0 Britez                                |
| 3 listopada 1971 | CA Colón – San Martín Tucumán 2:2 Di Meola, Sacconi – Villalón, Toledo                       |
| 3 listopada 1971 | Atlanta Buenos Aires – Central Córdoba Santiago del Estero 4:0 O.Gutiérrez, Cano(2), Candau  |
| 3 listopada 1971 | Boca Juniors – Estudiantes La Plata 2:0 Potente(2)                                           |
| 3 listopada 1971 | CA Vélez Sarsfield – Gimnasia y Esgrima Mendoza 1:1 Bianchi – Guzmán                         |
| 3 listopada 1971 | Racing Club de Avellaneda – Huracán Bahía Blanca 1:1 Amarilla – Barú                         |
| 4 listopada 1971 | San Lorenzo de Almagro – Rosario Central 5:1 Scotta(2), Telch, Chazarreta, Glaria – Villagra |

### Kolejka 8
Grupa A
| Data             | Mecz                                                                                                |
| ---------------- | --------------------------------------------------------------------------------------------------- |
| 7 listopada 1971 | CA Banfield – Gimnasia y Esgrima La Plata 2:1 M.Alvarez, Lanza – Aguayo                             |
| 7 listopada 1971 | Kimberley Mar del Plata – Juventud Antoniana Salta 1:1 Sangorrín – Lezcano                          |
| 7 listopada 1971 | Argentinos Juniors – Belgrano Córdoba 1:3 Cordero – Quiroga(2), Heredia                             |
| 7 listopada 1971 | River Plate – San Martín Mendoza 3:1 Morete(3) – Ambroggi                                           |
| 7 listopada 1971 | Don Orione Barranqueras – Huracán Comodoro Rivadavia 5:2 Ramírez, Olivera, Vargas(3) – Britapaja(2) |
| 7 listopada 1971 | Ferro Carril Oeste – Newell’s Old Boys 1:1 Arregui – Papalardo                                      |
| 7 listopada 1971 | Independiente – CA Huracán 3:0 Mazzei, Bravo, Saggioratto                                           |

Grupa B
| Data             | Mecz |
| ---------------- | --- |
| 7 listopada 1971 | San Lorenzo de Almagro – Guaraní Antonio Franco Posadas 2:3 Olguín, O.Rodriguez – Olivera, C.Britez, Caballero |
| 7 listopada 1971 | Rosario Central – Racing Club de Avellaneda 4:2 Arias, Zavagno(2), Astegiano – Jorge, E.Domínguez              |
| 7 listopada 1971 | Huracán Bahía Blanca – CA Vélez Sarsfield 0:1 Olivera                                                          |
| 7 listopada 1971 | Gimnasia y Esgrima Mendoza – Boca Juniors 2:2 Legrotaglie, Guzmán – Romero, Galletti                           |
| 7 listopada 1971 | Estudiantes La Plata – Atlanta Buenos Aires 0:1 Candau                                                         |
| 7 listopada 1971 | Central Córdoba Santiago del Estero – CA Colón 1:1 Caseres – Olmos                                             |
| 7 listopada 1971 | San Martín Tucumán – Chacarita Juniors 3:0 Teijón, Manrique s, Acosta                                          |

### Kolejka 9
Grupa A
| Data              | Mecz                                                                                      |
| ----------------- | ----------------------------------------------------------------------------------------- |
| 14 listopada 1971 | Gimnasia y Esgrima La Plata – Independiente 2:2 Argarańaz, Berrios – Bravo, Palomba       |
| 14 listopada 1971 | CA Huracán – Ferro Carril Oeste 1:1 Dosetti – Lorea                                       |
| 14 listopada 1971 | Newell’s Old Boys – Don Orione Barranqueras 4:0 Marangoni, Berta, Papalardo(2)            |
| 14 listopada 1971 | Huracán Comodoro Rivadavia – River Plate 0:1 Morete                                       |
| 14 listopada 1971 | San Martín Mendoza – Argentinos Juniors 2:3 Ambroggi, Márquez – Braga, Rivolta, Cicarello |
| 14 listopada 1971 | Belgrano Córdoba – Kimberley Mar del Plata 3:1 Laciar, Reinaldi, Quiroga – P.Gómez        |
| 14 listopada 1971 | Juventud Antoniana Salta – CA Banfield 3:1 Rico, Luńiz(2) – Villaroel                     |

Grupa B
| Data              | Mecz |
| ----------------- | --- |
| 14 listopada 1971 | Guaraní Antonio Franco Posadas – San Martín Tucumán 2:2 Lezcano, C.Britez – Toledo, Villalón                  |
| 14 listopada 1971 | Chacarita Juniors – Central Córdoba Santiago del Estero 2:3 Pollero, Falistoco – P.Díaz(3)                    |
| 14 listopada 1971 | CA Colón – Estudiantes La Plata 3:5 Ross(2), Marini – Bogliotti(2), Yacconi, Cepeda, Dominé                   |
| 14 listopada 1971 | Atlanta Buenos Aires – Gimnasia y Esgrima Mendoza 3:1 Onnis(2), Ferreyra – C.Gómez                            |
| 14 listopada 1971 | Boca Juniors – Huracán Bahía Blanca 1:0 walkower walkower dla Boca Juniors – Huracán Bahía Blanca wycofał się |
| 14 listopada 1971 | CA Vélez Sarsfield – Rosario Central 1:2 Asad – R.Rodríguez, Olivera s                                        |
| 14 listopada 1971 | Racing Club de Avellaneda – San Lorenzo de Almagro 2:3 Robledo(2) – Olguín, Premici, Sotomayor                |

### Kolejka 10
Grupa A
| Data              | Mecz                                                                                              |
| ----------------- | ------------------------------------------------------------------------------------------------- |
| 20 listopada 1971 | River Plate – Newell’s Old Boys 2:2 Alonso, J.J.López – Papalardo, Giusti                         |
| 21 listopada 1971 | Juventud Antoniana Salta – Gimnasia y Esgrima La Plata 6:1 Lezcano, Laguna, Luńiz(4) – Cárdenas s |
| 21 listopada 1971 | Belgrano Córdoba – CA Banfield 3:1 Cos, Quiroga(2) – Amado                                        |
| 21 listopada 1971 | Kimberley Mar del Plata – San Martín Mendoza 2:0 Durso, Chaldú                                    |
| 21 listopada 1971 | Argentinos Juniors – Huracán Comodoro Rivadavia 3:0 Braga, Cordero, Rivolta                       |
| 21 listopada 1971 | Don Orione Barranqueras – CA Huracán 3:2 Molina(2), Duarte – Valenzuela s, Lastra                 |
| 21 listopada 1971 | Ferro Carril Oeste – Independiente 2:4 Arregui(2) – Magán(2), Palomba, Bravo                      |

Grupa B
| Data              | Mecz |
| ----------------- | --- |
| 21 listopada 1971 | Guaraní Antonio Franco Posadas – Racing Club de Avellaneda 1:1 Caballero – Marilao                      |
| 21 listopada 1971 | San Lorenzo de Almagro – CA Vélez Sarsfield 1:1 Promanzio – Montenegro                                  |
| 21 listopada 1971 | Rosario Central – Boca Juniors 6:2 R.Rodríguez, Zavagno(2), Astegiano(2), Aricó – Bongiovanni, Galletti |
| 21 listopada 1971 | Huracán Bahía Blanca – Atlanta Buenos Aires 0:5 Onnis(3), Fuentes, Cerqueiro                            |
| 21 listopada 1971 | Gimnasia y Esgrima Mendoza – CA Colón 2:1 Guzmán, Luna – Olmos                                          |
| 21 listopada 1971 | Estudiantes La Plata – Chacarita Juniors 4:0 H.Rodríguez, Bogliotti, Yacconi, Suárez                    |
| 21 listopada 1971 | Central Córdoba Santiago del Estero – San Martín Tucumán 4:1 Bucci(2), P.Díaz, Caseres – J.Ferreyra     |

### Kolejka 11
Mecze międzygrupowe A – B
| Data              | Mecz |
| ----------------- | --- |
| 26 listopada 1971 | CA Vélez Sarsfield – Ferro Carril Oeste 1:0 Reguera                                                                                               |
| 28 listopada 1971 | River Plate – Boca Juniors 3:1 J.Martínez, J.J.López, Morete – Ponce mecz rozegrany został na stadionie klubu Racing                              |
| 28 listopada 1971 | Belgrano Córdoba – Central Córdoba Santiago del Estero 4:1 Quiroga, Llorens(2), Reinaldi – P.Díaz                                                 |
| 28 listopada 1971 | San Martín Tucumán – Juventud Antoniana Salta 3:1 Blasco, Sánchez, Argarańaz – Pachao                                                             |
| 28 listopada 1971 | Guaraní Antonio Franco Posadas – Don Orione Barranqueras 2:1 Recalde, Caballero – Molina                                                          |
| 28 listopada 1971 | Newell’s Old Boys – Rosario Central 0:0 |
| 28 listopada 1971 | Estudiantes La Plata – Gimnasia y Esgrima La Plata 5:1 Aguilar(3), Verde, Bedogni – V.Sánchez                                                     |
| 28 listopada 1971 | Huracán Comodoro Rivadavia – Huracán Bahía Blanca 1:1 Toledo – V.Sánchez                                                                          |
| 28 listopada 1971 | Argentinos Juniors – Atlanta Buenos Aires 2:2 Pena, Cicarello – Gómez Voglino, Candau mecz rozegrany został na stadionie klubu Ferro Carril Oeste |
| 28 listopada 1971 | CA Colón – Kimberley Mar del Plata 1:1 Olmos – Fortunato                                                                                          |
| 28 listopada 1971 | Independiente – Racing Club de Avellaneda 2:1 Maglioni, Magán – J.Benítez mecz rozegrany został na stadionie klubu San Lorenzo de Almagro         |
| 28 listopada 1971 | CA Huracán – San Lorenzo de Almagro 0:3 Buglione s, García Ameijenda, Scotta mecz rozegrany został na stadionie klubu Atlanta                     |
| 28 listopada 1971 | Gimnasia y Esgrima Mendoza – San Martín Mendoza 1:1 Fornari – Zuvialde                                                                            |
| 28 listopada 1971 | Chacarita Juniors – CA Banfield 3:0 Ayala, Neumann, Buzzo                                                                                         |

### Kolejka 12
Grupa A
| Data           | Mecz |
| -------------- | --- |
| 3 grudnia 1971 | Independiente – Don Orione Barranqueras 2:0 Sá, A.González                                                      |
| 5 grudnia 1971 | Gimnasia y Esgrima La Plata – Ferro Carril Oeste 1:3 Aguayo – Peláez, R.Pérez, Vidal                            |
| 5 grudnia 1971 | CA Huracán – River Plate 1:1 Tedesco – Morete mecz rozegrany został na stadionie klubu San Lorenzo de Almagro   |
| 5 grudnia 1971 | Newell’s Old Boys – Argentinos Juniors 4:0 Obberti, Solórzano(2), Mendoza                                       |
| 5 grudnia 1971 | Huracán Comodoro Rivadavia – Kimberley Mar del Plata (Mar del Plata) 1:4 Toledo – Malleo(2), Fortunato, Marasco |
| 5 grudnia 1971 | San Martín Mendoza – CA Banfield 1:1 Velázquez – Villaroel                                                      |
| 5 grudnia 1971 | Belgrano Córdoba – Juventud Antoniana Salta 3:2 Llorens, Cos(2) – Laguna, Luńiz                                 |

Grupa B
| Data           | Mecz |
| -------------- | --- |
| 5 grudnia 1971 | Guaraní Antonio Franco Posadas – Central Córdoba Santiago del Estero 1:3 Lezcano – Giménez Díaz s, Díaz, Sánchez |
| 5 grudnia 1971 | San Martín Tucumán – Estudiantes La Plata 1:0 V.Pereyra                                                          |
| 5 grudnia 1971 | Chacarita Juniors – Gimnasia y Esgrima Mendoza 3:1 Neumann, Buzzo, Bargas – Legrotaglie                          |
| 5 grudnia 1971 | CA Colón – Huracán Bahía Blanca 5:0 Zucarelli, Olmos(2), Zibecchi(2)                                             |
| 5 grudnia 1971 | Atlanta Buenos Aires – Rosario Central 1:3 Vicente – Landucci, Gramajo, Zavagno                                  |
| 5 grudnia 1971 | Boca Juniors – San Lorenzo de Almagro 2:2 Curioni, Ferrero – Scotta(2)                                           |
| 5 grudnia 1971 | CA Vélez Sarsfield – Racing Club de Avellaneda 2:2 Olivera, Patire – Robledo, Cárdenas                           |

### Kolejka 13
Grupa A
| Data           | Mecz |
| -------------- | --- |
| 8 grudnia 1971 | Belgrano Córdoba – Gimnasia y Esgrima La Plata 1:0 Reinaldi                                                          |
| 8 grudnia 1971 | Juventud Antoniana Salta – San Martín Mendoza 2:2 Cárdenas, Rico – Márquez, Barroso                                  |
| 8 grudnia 1971 | CA Banfield – Huracán Comodoro Rivadavia 8:1 O.Hernández s(2), Benítez(2), Tagliani, Amado, Cantero, Barril – Toledo |
| 8 grudnia 1971 | Kimberley Mar del Plata – Newell’s Old Boys 0:3 Zanabria, Santamaría, Obberti                                        |
| 8 grudnia 1971 | Argentinos Juniors – CA Huracán 0:2 Babington(2) mecz rozegrany został na stadionie klubu Atlanta                    |
| 8 grudnia 1971 | River Plate – Independiente 2:3 J.Martínez, Granato – Pavoni, Pastoriza, Magán                                       |
| 8 grudnia 1971 | Don Orione Barranqueras – Ferro Carril Oeste 1:0 Duarte                                                              |

Grupa B
| Data           | Mecz |
| -------------- | --- |
| 8 grudnia 1971 | CA Vélez Sarsfield – Guaraní Antonio Franco Posadas 4:2 Bianchi, Patire(2), Avanzi                                   |
| 8 grudnia 1971 | Racing Club de Avellaneda – Boca Juniors 0:2 Ferrero, Ponce                                                          |
| 8 grudnia 1971 | San Lorenzo de Almagro – Atlanta Buenos Aires 3:1 Telch, Fischer, Scotta – Cerqueiro                                 |
| 8 grudnia 1971 | Rosario Central – CA Colón 0:0                                                                                       |
| 8 grudnia 1971 | Huracán Bahía Blanca – Chacarita Juniors 0:3 Poncio(2), Frassoldati                                                  |
| 8 grudnia 1971 | Gimnasia y Esgrima Mendoza – San Martín Tucumán 5:4 Burgos, Luna, Legrotaglie, Guzmán, Benítez – Villalón(3), E.Sosa |
| 8 grudnia 1971 | Central Córdoba Santiago del Estero – Estudiantes La Plata 2:2 Díaz, Caseres – Verón, Romeo                          |

### Kolejka 14
Grupa A
| Data            | Mecz |
| --------------- | --- |
| 12 grudnia 1971 | Gimnasia y Esgrima La Plata – Don Orione Barranqueras 5:1 Castiglia, Leonardi, Montivero, Santiago, J.Martínez – Olivera |
| 12 grudnia 1971 | Ferro Carril Oeste – River Plate 1:1 Arregui – Morete                                                                    |
| 12 grudnia 1971 | Independiente – Argentinos Juniors 3:1 Maglioni, Pavoni, Raimondo – Cicarello                                            |
| 12 grudnia 1971 | Kimberley Mar del Plata – CA Huracán 2:0 Fortunato, Malleo                                                               |
| 12 grudnia 1971 | Newell’s Old Boys – CA Banfield 1:0 Mendoza                                                                              |
| 12 grudnia 1971 | Huracán Comodoro Rivadavia – Juventud Antoniana Salta 2:0 Ojeda, Pichintiniz                                             |
| 12 grudnia 1971 | San Martín Mendoza – Belgrano Córdoba 0:0                                                                                |

Grupa B
| Data            | Mecz                                                                                           |
| --------------- | ---------------------------------------------------------------------------------------------- |
| 12 grudnia 1971 | Guaraní Antonio Franco Posadas – Estudiantes La Plata 0:1 Verón                                |
| 12 grudnia 1971 | Central Córdoba Santiago del Estero – Gimnasia y Esgrima Mendoza 1:2 Bucci – Legrotaglie, Luna |
| 12 grudnia 1971 | San Martín Tucumán – Huracán Bahía Blanca 2:0 Cáceres, Ferreyra                                |
| 12 grudnia 1971 | Rosario Central – Chacarita Juniors 0:1 Frassoldati                                            |
| 12 grudnia 1971 | CA Colón – San Lorenzo de Almagro 1:4 Zibecchi – Fischer(2), Scotta(2)                         |
| 12 grudnia 1971 | Atlanta Buenos Aires – Racing Club de Avellaneda 0:3 R.Domínguez, Lamelza, A.Gómez             |
| 12 grudnia 1971 | Boca Juniors – CA Vélez Sarsfield 5:0 Potente(3), Ferrero, Curioni                             |

### Tabele
| Poz | Klub                        | Mecze | Zw | Rem | Por | Pkt | BrZd | BrStr |
| --- | --------------------------- | ----- | -- | --- | --- | --- | ---- | ----- |
| 1   | Independiente               | 14    | 10 | 4   | 0   | 24  | 31   | 13    |
| 2   | Newell’s Old Boys           | 14    | 9  | 5   | 0   | 23  | 37   | 10    |
| 3   | Belgrano Córdoba            | 14    | 9  | 3   | 2   | 21  | 28   | 13    |
| 4   | River Plate                 | 14    | 8  | 5   | 1   | 21  | 26   | 13    |
| 5   | Argentinos Juniors          | 14    | 7  | 1   | 6   | 15  | 22   | 22    |
| 6   | Ferro Carril Oeste          | 14    | 4  | 6   | 4   | 14  | 22   | 20    |
| 7   | CA Banfield                 | 14    | 4  | 5   | 5   | 13  | 23   | 22    |
| 8   | Kimberley Mar del Plata     | 14    | 4  | 5   | 5   | 13  | 22   | 21    |
| 9   | San Martín Mendoza          | 14    | 3  | 6   | 5   | 12  | 20   | 20    |
| 10  | Gimnasia y Esgrima La Plata | 14    | 3  | 3   | 8   | 9   | 22   | 30    |
| 11  | CA Huracán                  | 14    | 3  | 3   | 8   | 9   | 19   | 27    |
| 12  | Juventud Antoniana Salta    | 14    | 3  | 2   | 9   | 8   | 23   | 30    |
| 13  | Don Orione Barranqueras     | 14    | 4  | 0   | 10  | 8   | 16   | 34    |
| 14  | Huracán Comodoro Rivadavia  | 14    | 1  | 1   | 12  | 3   | 11   | 55    |

| Poz | Klub                                | Mecze | Zw | Rem | Por | Pkt | BrZd | BrStr |
| --- | ----------------------------------- | ----- | -- | --- | --- | --- | ---- | ----- |
| 1   | Rosario Central                     | 14    | 9  | 3   | 2   | 21  | 27   | 13    |
| 2   | San Lorenzo de Almagro              | 14    | 8  | 4   | 2   | 20  | 37   | 19    |
| 3   | Boca Juniors                        | 14    | 8  | 4   | 2   | 20  | 34   | 17    |
| 4   | Gimnasia y Esgrima Mendoza          | 14    | 7  | 5   | 2   | 19  | 28   | 21    |
| 5   | Atlanta Buenos Aires                | 14    | 6  | 4   | 4   | 16  | 25   | 17    |
| 6   | CA Vélez Sarsfield                  | 14    | 5  | 6   | 3   | 16  | 21   | 20    |
| 7   | Estudiantes La Plata                | 14    | 4  | 4   | 6   | 12  | 22   | 19    |
| 8   | Racing Club de Avellaneda           | 14    | 4  | 4   | 6   | 12  | 20   | 21    |
| 9   | Chacarita Juniors                   | 14    | 5  | 2   | 7   | 12  | 16   | 20    |
| 10  | CA Colón                            | 14    | 3  | 6   | 5   | 12  | 21   | 26    |
| 11  | San Martín Tucumán                  | 14    | 4  | 4   | 6   | 12  | 22   | 30    |
| 12  | Guaraní Antonio Franco Posadas      | 14    | 3  | 4   | 7   | 10  | 18   | 26    |
| 13  | Central Córdoba Santiago del Estero | 14    | 3  | 3   | 8   | 9   | 17   | 33    |
| 14  | Huracán Bahía Blanca                | 14    | 2  | 4   | 8   | 6   | 7    | 25    |

### 1/2 finału
| Data            | Mecz |
| --------------- | --- |
| 18 grudnia 1971 | Independiente – San Lorenzo de Almagro 2:2, karne 8:9 Semenewicz, Maglioni – Ayala, Fischer mecz rozegrany został na stadionie klubu River Plate |
| 19 grudnia 1971 | Rosario Central – Newell’s Old Boys 1:0 Poy mecz rozegrany został na stadionie klubu River Plate                                                 |

### Finał
| Data            | Mecz |
| --------------- | --- |
| 22 grudnia 1971 | Rosario Central – San Lorenzo de Almagro 2:1(2:1) mecz rozegrany został na stadionie klubu Newell's Old Boys Sędzia: Veiró. Widzowie: 31 915 Bramki: 0:1 Scotta 5, 1:1 Gramajo 17, 2:1 Colman23 Club Atlético Rosario Central: Menutti – Pascuttini, Killer, González, Landucci, Fanessi, Bóveda (Bustos), Aimar, Poy, Colman, Gramajo. Club Atlético San Lorenzo de Almagro: Irusta – Rezza, Rosl, Glaria, Telch, Heredia, Scotta, Chazarreta, Fischer (Promanzio), García Ameijenda, Ayala. |

Rosario Central został mistrzem Argentyny Nacional i tym samym zapewnił sobie udział w Copa Libertadores 1972.

### Klasyfikacja strzelców bramek Nacional 1971
| Gole | Piłkarz         | Klub                                |
| ---- | --------------- | ----------------------------------- |
| 10   | José Luńiz      | Juventud Antoniana Salta            |
| 10   | Alfredo Obberti | Newell’s Old Boys                   |
| 9    | Carlos Morete   | River Plate                         |
| 9    | Eduardo Quiroga | Belgrano Córdoba                    |
| 8    | Héctor Scotta   | San Lorenzo de Almagro              |
| 7    | Pablo Díaz      | Central Córdoba Santiago del Estero |

## Pre-Libertadores 1971
W Copa Libertadores 1972 zapewnił sobie udział mistrz Argentyny Nacional Rosario Central. O drugie miejsce pojedynek stoczył mistrz Argentyny Metropolitano Independiente z wicemistrzem Argentyny Nacional San Lorenzo de Almagro.
| Data            | Mecz |
| --------------- | --- |
| 29 grudnia 1971 | Independiente – San Lorenzo de Almagro 1:0 Pastoriza mecz rozegrany został na stadionie klubu Boca Juniors |

Drugim zespołem, który uzyskał prawo gry w Copa Libertadores 1972 został klub Independiente.